# St. Konrad (Burlafingen)

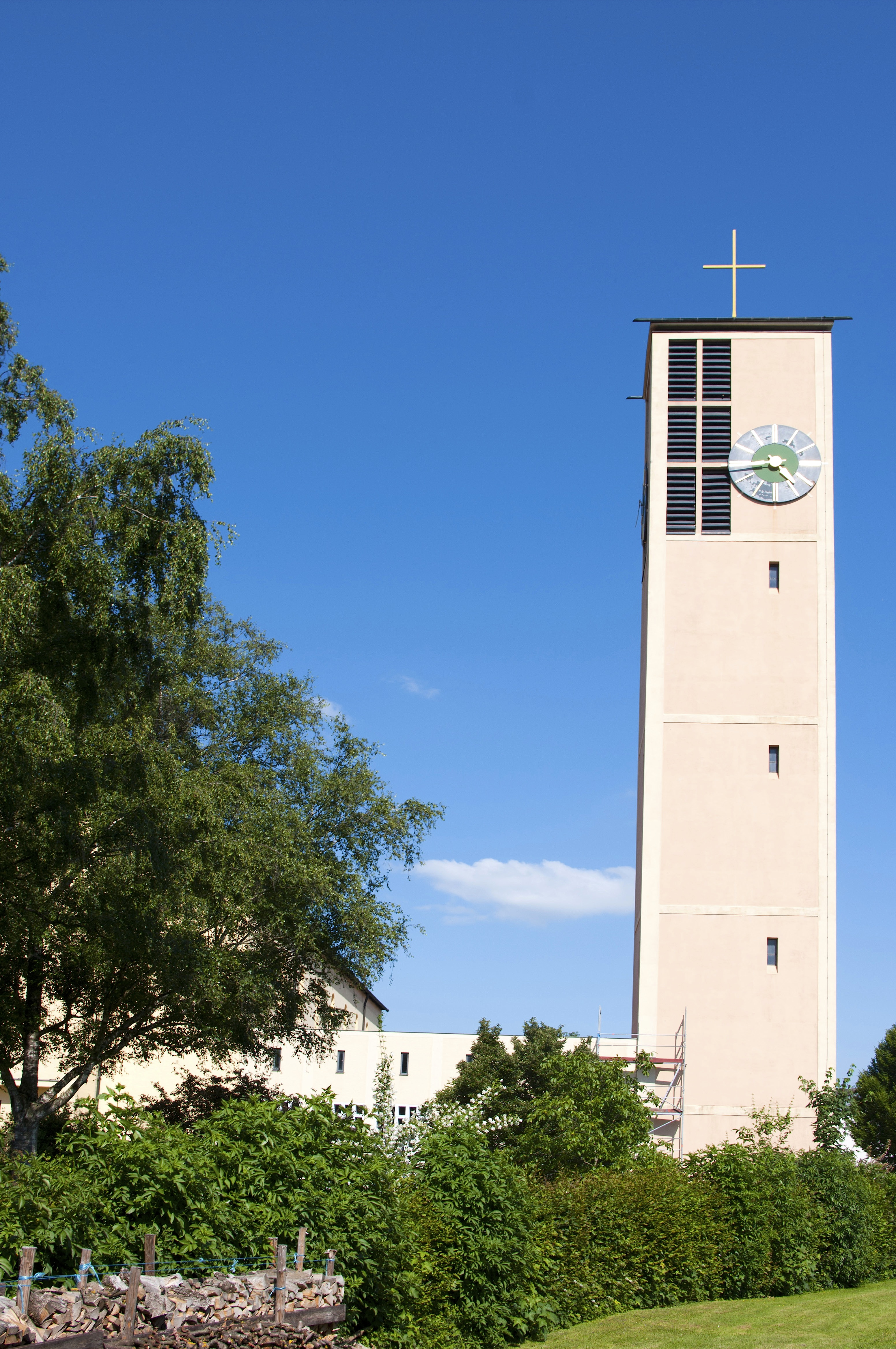
Kirche St. Konrad in Burlafingen

Die St.-Konrads-Kirche ist die katholische Pfarrkirche im Neu-Ulmer Stadtteil Burlafingen.

## Geschichte
Die neue Pfarrkirche für den damals noch selbstständigen Ort Burlafingen wurde ab Mitte der 1950er Jahre geplant. Am 1. Oktober 1958 wurde das Richtfest gefeiert. In den folgenden zwei Jahren erfolgte der Innenausbau. Am 12. November 1960 weihte Diözesanbischof Joseph Freundorfer das neue Gotteshaus und stellte es unter das Patrozinium des hl. Bruder Konrad. Im Altar wurden Reliquien der heiligen Christina und des heiligen Märtyrers Manno beigesetzt.
Die Gesamtkosten des Bauwerkes beliefen sich auf 944.000 DM. Diese wurden weitgehend von der Diözese Augsburg übernommen. Die Kosten der Einrichtung wurden von der Pfarrgemeinde aufgebracht; einschließlich des Mosaiks an der Altarrückwand waren es rund 68.000 DM.

## Architektur
St. Konrad ist eine rechteckige Saalkirche mit Satteldach und frei stehendem Glockenturm.

## Orgel
Bis zur Anschaffung einer neuen Orgel diente die 1923 erbaute Orgel der ehemaligen Pfarrkirche als Provisorium. Zehn Jahre nach dem Neubau der Kirche wurde der Auftrag zum Neubau an den Dillinger Orgelbaumeister Hubert Sandtner vergeben.
Am 6. Dezember 1970 wurde das dreimanualige Schleifladeninstrument geweiht und mit einem Konzert, an dem Domkapellmeister Paul Steichele und der Kirchenchor der St.-Konrads-Gemeinde mitwirkten, seiner Bestimmung übergeben. Bei dem 182.000 DM kostenden Werk handelt sich um das Opus 8 der Orgelbaufirma Sandtner. Die Orgel hat 23 Register. Die Disposition lautet:
| II Hauptwerk C–g3 |              |               |
| 1.                | Bourdun      | 16′           |
| 2.                | Principal    | 8′            |
| 3.                | Rohrflöte    | 8′            |
| 4.                | Octav        | 4′            |
| 5.                | Spitzflöte   | 4′            |
| 6.                | Sesquialtera | 2 ⁄3′ + 1 ⁄3′ |
| 7.                | Octav        | 2′            |
| 8.                | Mixtur       |               |

| III Brustwerk (schwellbar) C–g3 |             |              |
| 9.                              | Holzgedackt | 8′           |
| 10.                             | Salicet     | 8′           |
| 11.                             | Principal   | 4′           |
| 12.                             | Nachthorn   | 4′ (gedeckt) |
| 13.                             | Gemshorn    | 2′           |
| 14.                             | Quint       | 1 ⁄3′        |
| 15.                             | Cimbel III  | 1⁄3′         |
| 16.                             | Krummhorn   | 8′           |
|                                 | Tremulant   |              |

| Pedal C–f1 |               |                 |
| 17.        | Principalbaß  | 16′             |
| 18.        | Subbaß        | 16′             |
| 19.        | Oktavbaß      | 8′              |
| 20.        | Piffaro       | 4′ + 2′         |
| 21.        | Hintersatz IV | 2 ⁄3′           |
| 22.        | Posaune       | 16′             |
| 23.        | Trompete      | 8′ (horizontal) |

- Koppeln: Koppelmanual (I), I/P, II/P,

## Glocken
Schon bald nach der Weihe der Kirche wurden die bei der Glockengießerei Rudolf Perner (Passau) bestellten Glocken angeliefert. Die Weihe erfolgte am 18. Dezember 1960. Zum ersten Mal wurden sie in der Heiligen Nacht des Jahres 1960 geläutet. Die auf das Salve-Regina-Motiv abgestimmten Glocken tragen folgende Inschriften:
| Nr. | Name                     | Inschrift                                                             |
| --- | ------------------------ | --------------------------------------------------------------------- |
| 1   | St.-Bruder-Konrad-Glocke | „Du mächtiger Fürbitter am Throne Gottes, schütze Volk und Heimat“    |
| 2   | St.-Jakobus-Glocke       | „Bis zu den Enden des Erdenrundes geht sein Wort“                     |
| 3   | Herz-Mariä-Glocke        | „In Gefahr, in Not und Zweifel denk an Maria, rufe zu Maria“          |
| 4   | Herz-Jesu-Glocke         | „Der König der ganzen Welt ist Gott; er ist der Herrscher der Völker“ |
| 5   | Heilig-Geist-Glocke      | „Heiliger Geist, o komm hernieder, weihe Deiner Kirche Glieder“       |